# Saint-Gor
Saint-Gor es una comuna francesa situada en el departamento de Landas, en la región de Nueva Aquitania.

## Demografía
| 365 | 308 | 251 | 232 | 241 | 270 | 312 |
| Para los censos de 1962 a 1999 la población legal corresponde a la población sin duplicidades (Fuente: INSEE [Consultar]) |     |     |     |     |     |     |